# Східна конференція НБА
Східна конференція НБА у якій змагаються п'ятнадцять команд, поділених на три дивізіони — по п'ять команд у кожному: Атлантичний, Південно-Східний та Центральний.
До 1970 року Східна конференція називалася «Східним дивізіоном».
Протягом регулярного сезону кожна з команд проводить 82 гри (якщо сезон не було з певних причин скорочено), за результатами яких до плей-оф потрапляють вісім команд. Три переможці дивізіонів, а також іще одна команда з найкращим співвідношенням перемог і поразок у плей-оф отримують номери від 1 до 4 (залежно від кількості перемог). Із решти команд у плей-оф виходять ще чотири команди, які здобули найбільшу кількість перемог.
Причина саме такого посіву полягає в тому, що друга команда якогось дивізіону може показати кращі результати, ніж переможці в інших дивізіонах. І якщо трьох переможців дивізіонів сіяти під номерами від 1 до 3 (згідно з їхніми перемогами), а інших сіяти під номерами від 4 до 8, то тоді дві найкращі команди можуть зустрітися в півфіналі конференції. Таке трапилося 2006 року, коли в півфіналі зустрілися дві найкращі команди конференції «Сан-Антоніо Сперс» і «Даллас Маверікс», що виступають у Південно-західному дивізіоні. У той же час, переможець Північно-західного дивізіону «Денвер Наггетс» здобув менше перемог, ніж 4-й, 5-й, 6-й і 7-й номери посіву. Таким чином, запровадження чинної системи забезпечує зустріч двох найкращих команд аж у фіналі конференції.
Перевагу домашнього поля команди отримують за кількістю перемог (а не за номером посіву): якщо у п'ятої команди буде більше перемог, ніж у четвертої, то перевагу домашнього поля отримає п'ята. Плей-оф конференції має два попередніх раунди, після чого відбувається фінал. Всі раунди плей-оф грають до чотирьох перемог. Переможець фіналу Східної конференції зустрічається з переможцем Західної конференції за чемпіонство НБА.
Поточний поділ на дивізіони було затверджено перед сезоном 2004-05. У цьому сезоні до НБА приєдналася нова тридцята команда «Шарлот Бобкетс». Це викликало перехід «Нью-Орлінс Горнетс» із Центрального дивізіону східної конференції в новостворений Південно-західний дивізіон західної конференції.

## Поточний поділ
Поточний поділ Східної конференції:
| Атлантичний дивізіон - Бостон Селтікс - Нью-Йорк Нікс - Бруклін Нетс - Філадельфія Севенті-Сіксерс - Торонто Репторз | Південно-Східний дивізіон - Атланта Гокс - Шарлот Бобкетс - Маямі Гіт - Орландо Меджик - Вашингтон Візардс | Центральний дивізіон - Чикаго Буллз - Клівленд Кавальєрс - Детройт Пістонс - Індіана Пейсерз - Мілвокі Бакс |

### Колишні команди
Зниклі
- Провіденс Стімроллерс
- Торонто Хаскіс
- Вашингтон Кепіталс

Перебралися до Західної конференції
- Баффало Брейвз (переїхала в Сан-Дієго і стала називатися «Кліпперс», зараз Лос-Анджелес Кліпперс)
- Цинциннаті Роялз (пізніше Канзас-Сіті — Омаха Кінґс, Канзас-Сіті Кінґс, зараз Сакраменто Кінґс)
- Голден Стейт / Філадельфія Ворріорс
- Х'юстон Рокетс
- Нью-Орлеан / Шарлотт Горнетс
- Сан-Антоніо Сперс
- Юта / Нью-Орлеан Джаз

## Чемпіони Східної конференції
| - 1947:Філадельфія Ворріорс - 1948: Філадельфія Ворріорс - 1949: Вашингтон Кепіталс - 1950: Сірак'юз Нешиналз - 1951: Нью-Йорк Нікс - 1952: Нью-Йорк Нікс - 1953: Нью-Йорк Нікс - 1954: Сіракузи Нешнлз - 1955:Сіракузи Нешнлз - 1956:Філадельфія Ворріорс - 1957:Бостон Селтікс - 1958: Бостон Селтікс - 1959:Бостон Селтікс - 1960:Бостон Селтікс - 1961:Бостон Селтікс - 1962:Бостон Селтікс - 1963:Бостон Селтікс - 1964:Бостон Селтікс - 1965:Бостон Селтікс - 1966:Бостон Селтікс - 1967:Філадельфія Севенті-Сіксерс | - 1968:Бостон Селтікс - 1969:Бостон Селтікс - 1970:Нью-Йорк Нікс - 1971: Балтімор Буллетс - 1972: Нью-Йорк Нікс - 1973:Нью-Йорк Нікс - 1974:Бостон Селтікс - 1975: Вашингтон Буллетс - 1976:Бостон Селтікс - 1977: Філадельфія Севенті-Сіксерс - 1978:Вашингтон Буллетс - 1979: Вашингтон Буллетс - 1980: Філадельфія Севенті-Сіксерс - 1981:Бостон Селтікс - 1982: Філадельфія Севенті-Сіксерс - 1983:Філадельфія Севенті-Сіксерс - 1984:Бостон Селтікс - 1985: Бостон Селтікс - 1986:Бостон Селтікс - 1987: Бостон Селтікс - 1988: Детройт Пістонс | - 1989:Детройт Пістонс - 1990:Детройт Пістонс - 1991:Чикаго Буллз - 1992:Чикаго Буллз - 1993:Чикаго Буллз - 1994: Нью-Йорк Нікс - 1995: Орландо Меджик - 1996:Чикаго Буллз - 1997:Чикаго Буллз - 1998:Чикаго Буллз - 1999: Нью-Йорк Нікс - 2000: Індіана Пейсерс - 2001: Філадельфія Севенті-Сіксерс - 2002: Нью-Джерсі Нетс - 2003: Нью-Джерсі Нетс - 2004:Детройт Пістонс - 2005: Детройт Пістонс - 2006:Маямі Гіт - 2007: Клівленд Кавальєрс - 2008:Бостон Селтікс - 2009: Орландо Меджик | - 2010: Бостон Селтікс - 2011: Маямі Гіт - 2012: Маямі Гіт - 2013: Маямі Гіт - 2014: Маямі Гіт - 2015: Клівленд Кавальєрс - 2016: Клівленд Кавальєрс - 2017: Клівленд Кавальєрс - 2018: Клівленд Кавальєрс - 2019: Торонто Репторз - 2020: Маямі Гіт - 2021: Мілвокі Бакс |

Чемпіони НБА виділені жирним